# Hello (Adele)
Hello è un singolo della cantautrice britannica Adele, pubblicato il 23 ottobre 2015 come primo estratto dal terzo album in studio 25.
Il singolo ha vinto tre Grammy Award nelle categorie registrazione dell'anno, canzone dell'anno e miglior interpretazione pop solista.

## Antefatti
Le prime dichiarazioni riguardanti la pubblicazione del singolo di lancio del nuovo album di Adele sono avvenute il 18 ottobre 2015, quando è stato trasmesso un'anteprima di 30 secondi del videoclip di Hello durante la pubblicità dell'edizione britannica di The X Factor. Tre giorni dopo, il presentatore del Breakfast Show di BBC Radio 1 Nick Grimshaw, ha annunciato che il primo singolo tratto da 25 sarebbe stato pubblicato il 23 ottobre, notizia confermata dalla cantante stessa.

## Composizione
Hello è stato scritto da Adele e Greg Kurstin, il quale ha anche effettuato le registrazioni in studio, in collaborazione con Xavier Dolan e Tristan Wilds, che ne hanno scritto l'accompagnamento.

Il brano è stato scritto e inciso nel mese di aprile 2014 a Chiswick, a Londra. Adele ha confessato di aver composto la canzone a casa sua. La cantante si è in seguito recata a Los Angeles dove ha registrato nuovamente la parte vocale del brano:
Hello è una ballata romantica dal sound avvolgente e malinconico, con un sottofondo di pianoforte e un'atmosfera pop con sfumature soul e cori gospel.

## Accoglienza
La canzone è stata accolta da recensioni nel complesso positive dalla critica musicale: Alexis Petridis per The Guardian l'ha definita una delle più belle ballate d'amore della cantante, mentre Emily Jupp dell'Independent ha definito il pezzo come «un meritevole ritorno di Adele».

## Promozione
Adele si è esibita con Hello dal vivo per la prima volta durante uno speciale per la BBC, Adele at the BBC, registrato il 2 novembre 2015 e trasmesso da BBC One il 20 dello stesso mese. Il brano è stato cantato dal vivo anche in occasione dei diciassettesimi NRJ Music Award il 7 novembre 2015, dieci giorni dopo presso la Radio City Music Hall di New York per aprire lo spettacolo Adele Live in New York City, e il 21 dello stesso mese come ospite del programma televisivo statunitense Saturday Night Live. Il 23 novembre 2015, dopo l'apparizione a The Tonight Show, Adele ha registrato una versione del brano insieme a Jimmy Fallon e la sua band, i The Roots, in cui suonavano strumenti per bambini. Il 13 dicembre 2015 Adele ha cantato Hello durante la finale di X Factor alla Wembley Arena.
Il 12 febbraio 2017, durante la cerimonia annuale di premiazione dei Grammy Award, la cantante ha aperto la manifestazione con Hello.

## Video musicale
Il video musicale, diretto dal regista canadese Xavier Dolan, è stato pubblicato su Vevo il 23 ottobre 2015; il video ha raggiunto i 27.7 milioni di visualizzazioni su YouTube dopo solo 24 ore dalla sua pubblicazione, battendo il record di maggior numero di visualizzazioni in un giorno, prima appartenente a Bad Blood della cantante statunitense Taylor Swift. Il video è diventato anche quello più veloce a raggiungere i 100 milioni di visualizzazioni, superando Wrecking Ball di Miley Cyrus. Il 19 gennaio 2016 il video ha raggiunto il miliardo di visualizzazioni su YouTube, divenendo il video più veloce a raggiungere tale traguardo, battendo anche Gangnam Style di Psy.
Girato in toni seppia nei dintorni di Montréal, è ambientato all'interno di una casa spoglia, vuota e polverosa: Adele viene rappresentata come una figura solitaria e sconsolata, che mette a confronto i ricordi del passato, tra attimi di tenerezza, litigi e risate con una storia d'amore ormai finita da tempo, forse a causa della morte di lei, come intuibile dal ritornello. Nella clip compare anche l'attore statunitense Tristan Wilds.

## Tracce
1. Hello – 4:55 (Adele Adkins, Greg Kurstin)

## Cover
Il 9 novembre 2015, la cantante britannica Rita Ora lanciò una versione della canzone cantata negli studi di Capital FM in una lingua inventata da lei. Il 14 dello stesso mese la cantante statunitense Demi Lovato ha reinterpretato il brano in occasione di KISS FM Fall Ball a Seattle, ricevendo successivamente una candidatura come miglior reinterpretazione agli iHeartRadio Music Awards.
A Capodanno 2016 anche la cantante canadese Céline Dion ha eseguito una propria versione di Hello durante un concerto a Las Vegas.

## Successo commerciale
Per il brano, trattandosi della prima canzone pubblicata da Adele da tre anni a quella parte, le aspettative erano molto alte. La canzone ha avuto un ottimo successo sul mercato, debuttando direttamente in vetta sia nella Official Singles Chart del Regno Unito che nella Billboard Hot 100 degli Stati Uniti d'America e raggiungendo la prima posizione su iTunes e Spotify in 106 Paesi del mondo. A tre giorni dalla sua uscita, il singolo ha accumulato una vendita complessiva di 165 000 copie digitali nel Regno Unito, mentre negli Stati Uniti d'America ha fatturato l'incredibile cifra di 1.112.000 unità, battendo il record in precedenza appartenente a Right Round di Flo Rida ed è stato il secondo brano della cantante ad esser riuscito ad esordire al primo posto dei due Paesi, dopo Someone like You; il 30 ottobre ha registrato oltre 7.32 milioni di ascolti su Spotify, superando il record di streaming in un giorno di What Do You Mean? di Justin Bieber.

## Classifiche

### Classifiche settimanali
| Classifica (2015-21) | Posizione massima |
| -------------------- | ----------------- |
| Australia            | 1                 |
| Austria              | 1                 |
| Belgio (Fiandre)     | 1                 |
| Belgio (Vallonia)    | 1                 |
| Canada               | 1                 |
| Corea del Sud        | 3                 |
| Croazia              | 1                 |
| Danimarca            | 1                 |
| Finlandia            | 1                 |
| Francia              | 1                 |
| Germania             | 1                 |
| Irlanda              | 1                 |
| Italia               | 1                 |
| Libano               | 1                 |
| Messico              | 1                 |
| Norvegia             | 1                 |
| Nuova Zelanda        | 1                 |
| Paesi Bassi          | 1                 |
| Polonia              | 1                 |
| Portogallo           | 1                 |
| Regno Unito          | 1                 |
| Repubblica Ceca      | 1                 |
| Spagna               | 1                 |
| Stati Uniti          | 1                 |
| Sudafrica            | 95                |
| Svezia               | 1                 |
| Svizzera             | 1                 |
| Ungheria             | 1                 |

### Classifiche di fine anno
| Classifica (2015) | Posizione |
| ----------------- | --------- |
| Australia         | 5         |
| Austria           | 5         |
| Belgio (Fiandre)  | 5         |
| Belgio (Vallonia) | 14        |
| Canada            | 25        |
| Francia           | 5         |
| Germania          | 7         |
| Irlanda           | 7         |
| Italia            | 18        |
| Nuova Zelanda     | 13        |
| Paesi Bassi       | 18        |
| Regno Unito       | 6         |
| Stati Uniti       | 35        |
| Svezia            | 28        |
| Svizzera          | 6         |
| Ungheria          | 6         |
| Classifica (2016) | Posizione |
| Australia         | 42        |
| Belgio (Fiandre)  | 38        |
| Belgio (Vallonia) | 16        |
| Canada            | 9         |
| Italia            | 47        |
| Nuova Zelanda     | 26        |
| Paesi Bassi       | 57        |
| Regno Unito       | 48        |
| Stati Uniti       | 7         |
| Svezia            | 33        |
| Svizzera          | 5         |
| Ungheria          | 21        |

### Classifiche di fine decennio
| Classifica (2010-19) | Posizione |
| -------------------- | --------- |
| Stati Uniti          | 52        |